# Eggalmbahn
De Eggalmbahn heeft zijn dalstation op 1284 meter hoogte, in het dorpje Lanersbach in Oostenrijk. De kabelbaan voert over de Eggalm wat dus ook de naam van de kabelbaan verklaart. Het bergstation staat op 1951 meter hoogte.

## Zomeropenstelling
In de zomer kan er ook gebruik worden gemaakt van de Eggalm, er kunnen bijvoorbeeld wandelaars naar boven worden getransporteerd. Ook worden er onderhouds karretjes op de baan gezet zodat mountainbikers hun fiets naar boven kunnen transporteren. Bij het bergstation kan ook worden parachute gesprongen, wat ook betekent dat men de kabelbaan kan gebruiken om met een parachute naar boven te gaan.

## Winteropenstelling
In de winter kan er worden gebruikgemaakt van 78 karretjes die in totaal een capaciteit van 1600 personen per uur opbrengen. Nadat men 5.1 minuten in de kabelbaan heeft gezeten, kan men terug naar het dalstation skiën maar ook naar het dalstation van de Rastkogelbahn om vanaf daar naar het skigebied Penken/Rastkogel te gaan. Er is ook nog een skigebied op de Eggalm zelf, dit omvangt twee 6 persoons stoeltjesliften en een sleeplift, bij het dalstation is er ook nog een oefenlift.